# 가나 야구 국가대표팀
가나 야구 국가대표팀은 국제 경기에 가나를 대표하여 참가하는 야구 국가대표팀이다.